# Robert Ier Dauphin (comte de Clermont)
Pour les articles homonymes, voir Robert Dauphin d'Auvergne (homonymie) et Robert Ier.
Robert Ier ou II, dit Dauphin et Robert de Clermont, comte de Clermont et de Chamalières est le 3e dauphin d'Auvergne (1240-1262).
Il succède à son père Guillaume de Clermont vers 1240. Il meurt en 1262,.
Son contre-sceau représente un dauphin, avec la légende Comes Montis Ferrandi.
Son épouse est Alesie (ou Alix) de Ventadour, veuve de Guillaume de Mercœur, fils de Béraud, sire de Mercœur et d'Alix de Chamalières. Certaines sources lui donnent pour épouse une Alix de Bourgogne, fille de Hugues III de Bourgogne.
Il est le père de Robert II, dauphin d'Auvergne et comte de Clermont.